# Bierges (Belgique)
Pour les articles homonymes, voir Bierges.
Cet article possède un paronyme, voir Bierghes.
Bierges [bjɛʁʒ] (en wallon Bièrdje) est une section de la ville belge de Wavre située en Wallonie dans la province du Brabant wallon.
C'était une commune à part entière avant la fusion des communes de 1977. Elle avait choisi les armoiries des marquis de la Puente, châtelains de Limal entre 1732 et 1807 et seigneurs de Bierges. Sur leurs armoiries figurait la phrase suivante : "Por passar la Puente me pusse a la muerte", ; elle entoure un écu d'argent à un pont de trois arches du même maçonné de sable, jeté sur une rivière (probablement la Puenté) au naturel dans laquelle est plongé un homme de carnation la gorge percée d'une épée d'argent garnie d'or posée en bande la pointe en haut, au lion de sable, armé et lampassé  de gueules passant sur le dit pont. Des différences existent entre celles de la  famille et celle de la commune, par exemple, l'emplacement de l'épée dans la bouche ou en travers de la gorge et même pour la phrase de ce blason "parlant".
Bierges a donné les deux premières lettres de son nom ("bi") au parc d'attractions Walibi, dont une partie se trouve sur son territoire. Wavre a fait de même, ainsi que Limal, toutes deux communes limitrophes du parc, pour donner WA-LI-BI.

## Toponymie

### Formes anciennes
- 1171 : Berginis
- 1209 : Bergis

### Étymologie
Aux hauteurs (roman septentrional prémédiéval *berginum, dérivé du germanique *berga ; le -s est la survivance du locatif) dominant la Dyle à 97 mètres de haut,.

## Démographie
- Sources:INS, Rem:1831 jusqu'en 1970=recensements, 1976= nombre d'habitants au 31 décembre

## Histoire

### Fusion des communes de 1977
En 1972, le Plan Costard préconisait le morcellement entre sa partie est qui rejoindrait Wavre, l'est de Rosières, Limal et Gastuche. L'Université libre de Bruxelles préconisait plutôt la fusion de Wavre avec tout Bierges mais aussi Rosières, Dion-Valmont, Bonlez et Chaumont-Gistoux.
En 1973 que Limal vote à l'unanimité la fusion volontaire avec Bierges. Cette fusion avait pour but de former une nouvelle commune aux finances saines et créer un centre de loisirs (Walibi). Bierges s'y oppose fermement, de même qu'à la fusion avec Wavre qui signifierait perdre Angoussart et devoir supporter les mauvaises finances wavriennes.
Le 22 mars 1975, Bierges organise une consultation populaire. Deux questions y sont posées "Souhaitez-vous que Bierges reste intégralement Bierges, sans être fusionné à une autre commune ?" et "Dans le cadre d'une fusion obligatoire avec Wavre et Limal, souhaitez-vous qu'Angoussart soit détaché et fusionné avec Rixensart ?".
Seul 780 personnes se déplacèrent (environ un tiers). 95.1% votèrent contre toute fusion et 91% s'opposèrent à la séparation avec Angoussart. Le ministre de l'Intérieur Joseph Michel refusa de reconnaitre ce qu'il considérait comme un référendum.
La fusion des trois communes avaient pour but de réduire l'influence du Parti socialiste belge sur le Brabant, Wavre était une commune socialiste à l'inverse de Bierges et Limal qui étaient libérales.
Jules Collette (PLP) est le dernier bourgmestre de Bierges (de 1953 à 1977). Son beau-fils, Charles Aubecq (PRL) sera bourgmestre de Wavre de 1983 à 2006. La salle des fêtes de Bierges porte le nom de Salle Jules Collette.
L'ancien hôtel de ville de Bierges est devenu l'Ecole Vie.

## Patrimoine et culture

### Culture
La fête de Bierges se déroule le premier week-end d'août.

## Économie

### Transport
Ce village est si long qu'il compte trois sorties d'autoroute sur son territoire : la sortie 5 "Bierges" (et 5bis spécialement conçue pour délester le Zoning Nord en venant de Bruxelles), la sortie 6 "Wavre" et la sortie 7 "Louvain-la-Neuve".
En termes de trains, Bierges possède la gare de Bierges-Walibi le long de la N238 avec les trains S20 (Louvain - Wavre - Ottignies et S61 (Jambes (Namur) - Charleroi - Ottignies - Wavre) s'y arrêtant. Pour la desserte du parc Walibi Belgium, quelques trains spéciaux circulent les weekends au départ de Bruxelles.
Le village possédait aussi une gare vicinale traversée par la ligne W qui permettait notamment de faire venir les betteraves à la Sucrerie. Le transport de passager a été remplacé par les bus dans les années 1950 et 1960 et la ligne et ses installations annexes (pont et gare) abandonnée et démolie en 1966. Aujourd'hui, c'est devenu une partie du réseau RAVeL.
En ce qui concerne le réseau TEC, Bierges possède sept arrêts de bus en étant traversé par les lignes 22, 36, 38 et 125.

## Sports et vie associative

### Sports
Son équipe de football, appelée CS Biergeois (rue du blanc try, 70), se situe en 3e provinciale.  Le club possède aussi une équipe réserve et une vétérans. 